# 高里鎮區 (愛荷華州韋伯斯特縣)
高里鎮區（英語：Gowrie Township）是位於美國愛荷華州韋伯斯特縣的一個行政鎮區。

## 地方資料
根據2010年美國人口普查的數據，高里鎮區的面積為92.79平方千米，當中陸地面積為92.79平方千米，而水域面積為0.00平方千米。當地共有人口1098人，而人口密度為每平方千米11.83人。